# Comandamentul I Teritorial (1916-1918)
Comandamentul I Teritorial a fost o structură militară de tip teritorial cu misiuni de asigurare a mobilizării și de generare a forțelor de rezervă pentru unitățile din compunerea Corpului I Armată. Comandamentul avea în subordine cercurile de recrutare: Turnu Severin, Târgu Jiu, Craiova, Calafat, Râmnicu Vâlcea, Balș, Slatina și Caracal. La mobilizare și pe toată perioada războiului, comandamentul trebuia să asigure completarea efectivelor unităților active din  Diviziei 1 Infanterie, Diviziei 2 Infanterie  și Diviziei 11 Infanterie. Totodată, comandamentul înființa la război următoarele unități de rezervă:  Regimentul 57 Infanterie,  Regimentul 58 Infanterie,  Regimentul 41 Infanterie,  Regimentul 71 Infanterie,  Regimentul 42 Infanterie,  Regimentul 66 Infanterie,  Regimentul 43 Infanterie,  Regimentul 59 Infanterie și  Regimentul 21 Artilerie.:p. 58
La decretarea mobilizării din 14/27 august 1916, comandantul comandamentului, generalul de brigadă Ioan Muică a fost mutat comandant al Diviziei 11 Infanterie iar în funcția de comandant al Comandamentului I Teritorial a fost numit generalul de divizie (rz.) Nicolae Tătărăscu. În subordinea sa au intrat nou înființatele Comandamente Teritoriale ale Diviziilor 1 și 2 Infanterie, comandate de generalii de brigadă (rz.) Vasile Alexandrescu și Ioan Săulescu.:p. 49